# Dirección General de Antigüedades
La Dirección General de Antigüedades  (en francés: Direction Générale des Antiquités et des Musées),  es una delegación del gobierno libanés, unidad técnica del Ministerio de Cultura del Líbano y es el organismo responsable de las actividades de protección, promoción y excavación en todos los sitios del patrimonio nacional del Líbano. Se suele abreviar DGA y su director general es Sarkis Khouryjunto.